# Liste der Monuments historiques in Neuilly-le-Réal
Die Liste der Monuments historiques in Neuilly-le-Réal führt die Monuments historiques in der französischen Gemeinde Neuilly-le-Réal auf.

## Liste der Bauwerke
| Bezeichnung        | Beschreibung | Standort                    | Kennzeichnung | Schutzstatus | Datum | Bild           |
| ------------------ | --- | --------------------------- | ------------- | ------------ | ----- | -------------- |
| Château de Lécluse | Schloss, erbaut zu Beginn des 17. Jahrhunderts am Platz einer Wasserburg; mit Wassergräben, Wirtschaftsgebäuden, Kapelle, Taubenturm und Orangerie | nördlich des Ortes (Lage)   | PA03000047    | Inscrit      | 2012  |                |
| Logis de Henri IV  | Fachwerkhaus, erbaut im 16. Jahrhundert | 13 Rue du 14 Juillet (Lage) | PA00093248    | Inscrit      | 1972  | weitere Bilder |
| Maison Les Gazons  | Herrenhaus, erbaut im 18. Jahrhundert; mit Wirtschaftsgebäude                                                                                      | südlich des Ortes (Lage)    | PA00093247    | Inscrit      | 1983  |                |
| Château du Fresne  | Schloss, im 17. Jahrhundert erbaut und im 19. Jahrhundert erweitert; mit Wirtschaftsgebäuden, Taubenturm und Parkanlage                            | südöstlich des Ortes (Lage) | PA03000065    | Inscrit      | 2021  |                |

## Liste der Objekte
| Bezeichnung                                    | Beschreibung                                                      | Standort                       | Kennzeichnung | Schutzstatus | Datum | Bild |
| ---------------------------------------------- | ----------------------------------------------------------------- | ------------------------------ | ------------- | ------------ | ----- | ---- |
| Gemälde Heiliger Sebastian und heiliger Rochus | Ölfarbe auf Leinwand, 15. Jahrhundert (Fotos in der Base Palissy) | in der Kirche St-Julien (Lage) | PM03000419    | Classé       | 1954  |      |